# Lavelanet-de-Comminges
Lavelanet-de-Comminges ist eine französische Gemeinde mit 657 Einwohnern (Stand: 1. Januar 2022) im Département Haute-Garonne in der Region Okzitanien (vor 2016 Midi-Pyrénées). Sie gehört zum Arrondissement Muret und zum Kanton Auterive. Die Einwohner werden Lavelanéciens genannt.

## Geographie
Lavelanet-de-Comminges liegt im Flachland des Garonne-Tales, etwa 25 Kilometer südsüdwestlich von Muret. Umgeben wird Lavelanet-de-Comminges von den Nachbargemeinden Le Fousseret im Westen und Norden, Saint-Élix-le-Château im Norden und Nordosten, Saint-Julien-sur-Garonne im Osten und Südosten sowie Cazères im Süden und Südwesten. Durch die Gemeinde führt die Autoroute A64.
Durch die Gemeinde führt die Autoroute A64.

## Geschichte
Die Bastide von Lavelanet-de-Comminges wurde 1267 gegründet.

### Bevölkerungsentwicklung
| Jahr                       | 1962 | 1968 | 1975 | 1982 | 1990 | 1999 | 2009 | 2020 |
| Einwohner                  | 517  | 491  | 492  | 420  | 465  | 483  | 554  | 628  |
| Quellen: Cassini und INSEE |      |      |      |      |      |      |      |      |

## Sehenswürdigkeiten

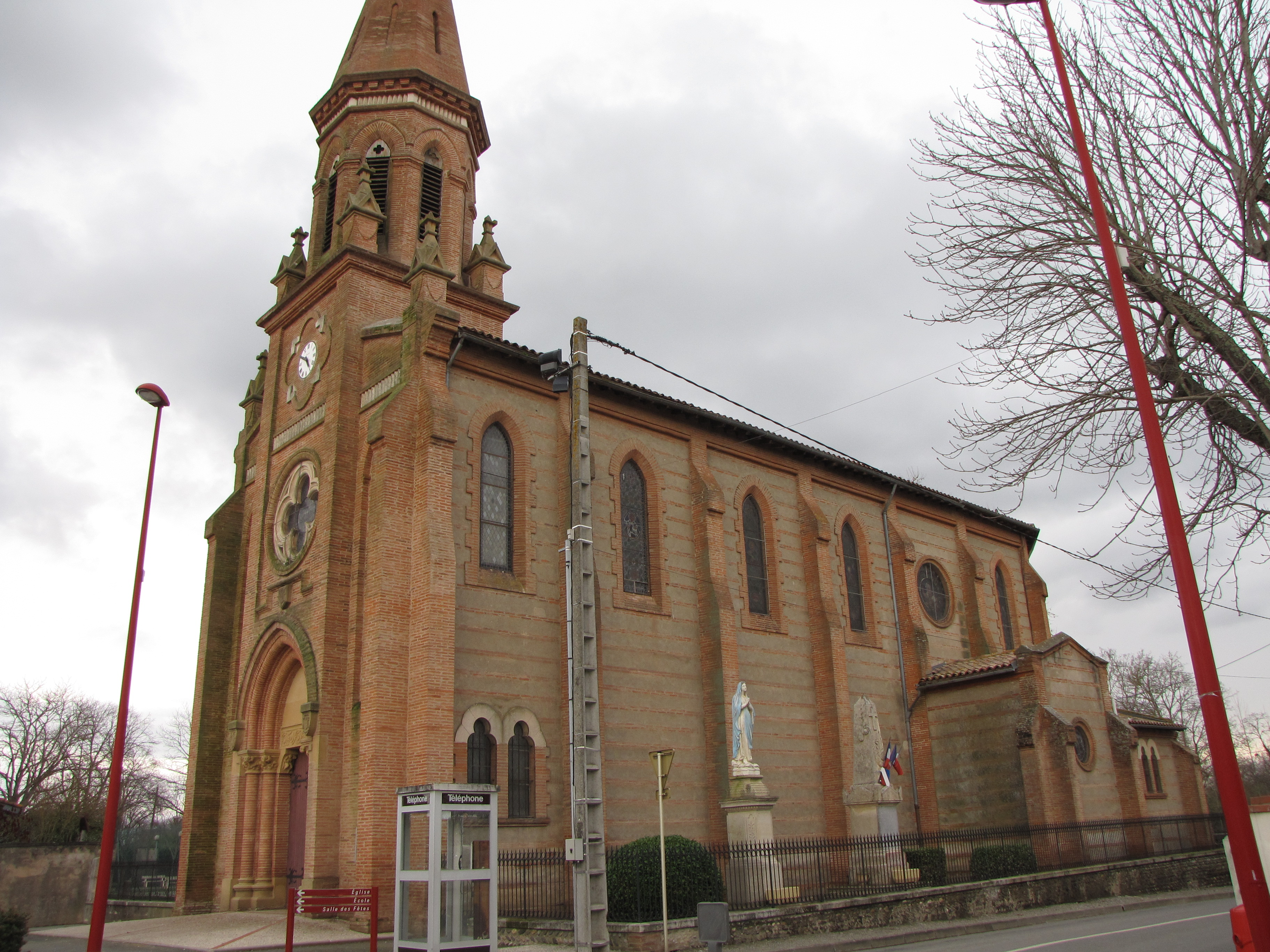
Kirche Saint-Barthélemy
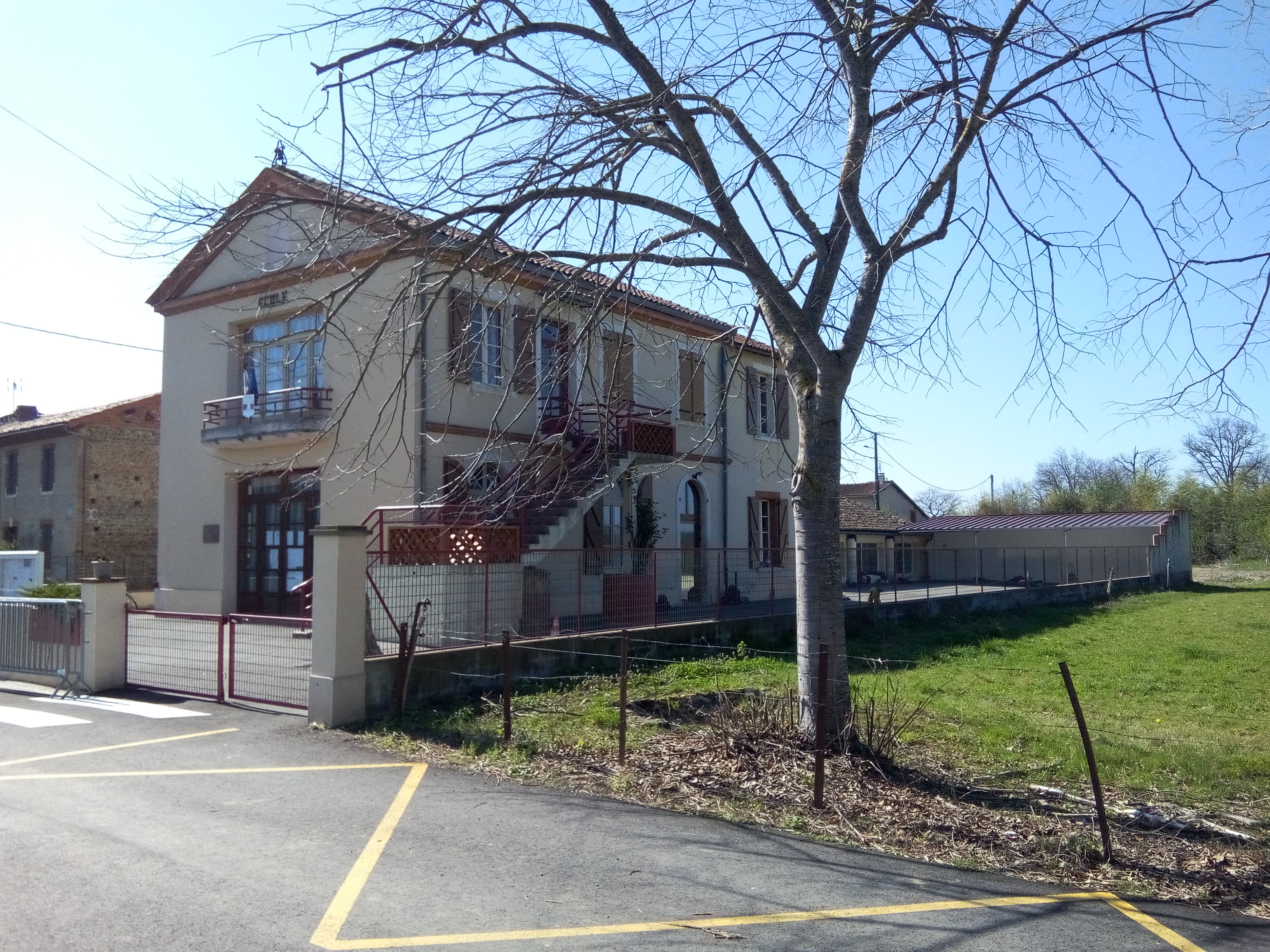
Grundschule
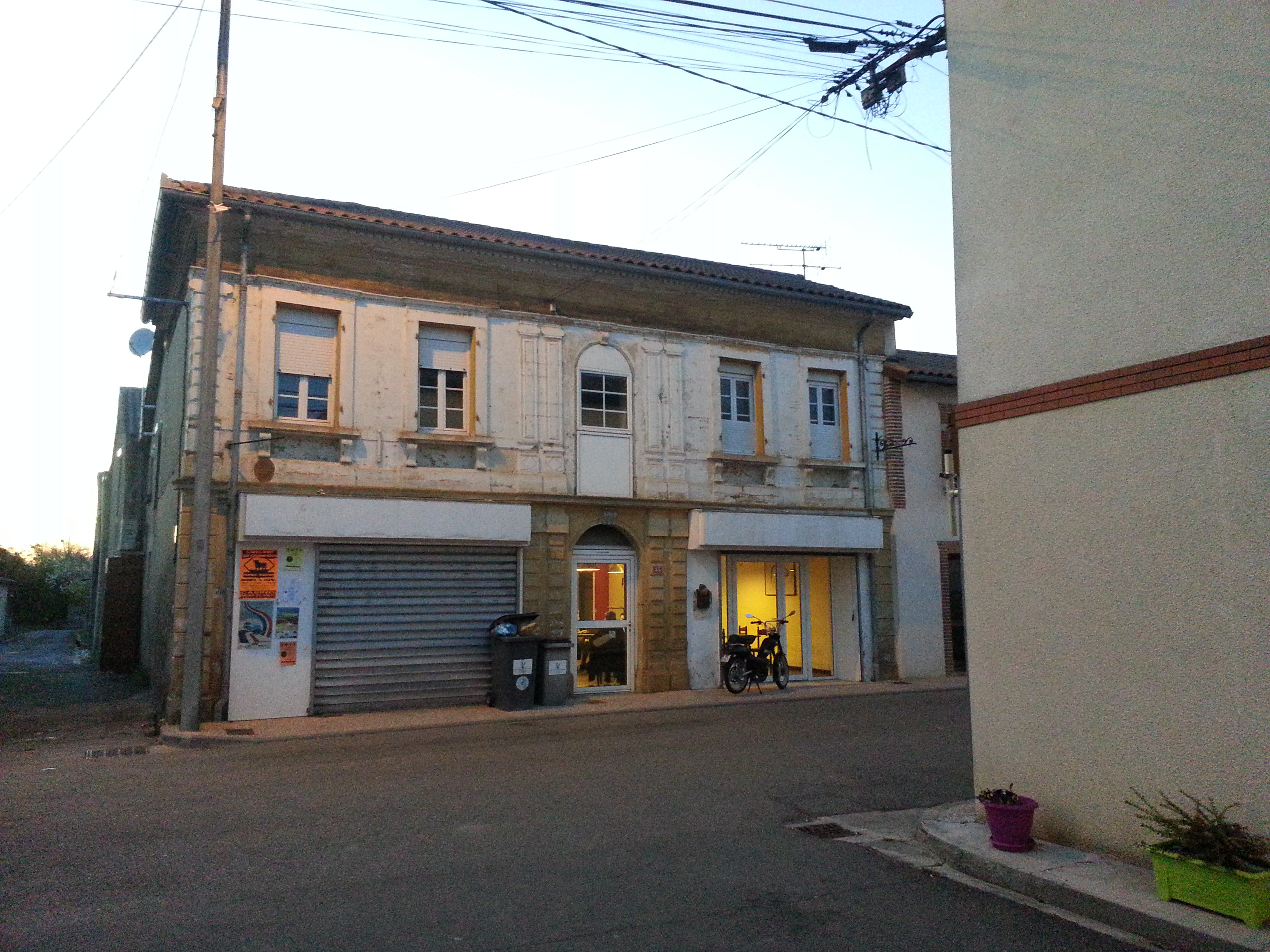
Vereinshaus

- Kirche Saint-Barthélemy
- Grundschule
- Vereinshaus

## Persönlichkeiten
- Joseph de Caffarelli (1760–1845), Marineoffizier und Politiker

## Gemeindepartnerschaften
Mit der rumänischen Gemeinde Brazii und mit der chinesischen Gemeinde Narthang in Tibet (seit 2012) bestehen Partnerschaften.